# An-Nazla ash-Sharqiya
An-Nazla ash-Sharqiya (àrab: النزله الشرقيه, an-Nazla ax-Xarqiyya) és un municipi palestí de la governació de Tulkarem, a Cisjordània, 18 kilòmetres al nord-est de Tulkarem. Segons l'Oficina Central Palestina d'Estadístiques, tenia 1.647 habitants el 2006. El 5,4 % de la població d'an-Nazla al-Gharbiya eren refugiats en 1997. Els serveis de salut per an-Nazla ash-Sharqiya i els vilatans d'an-Nazla al-Wusta es presten a an-Nazla ash-Sharqiya, que són considerades MOH de nivell 2.

## Història
En 1882 el Survey of Western Palestine del Fons per a l'Exploració de Palestina va descriure An-Nazla ash-Sharqiya com "un petit vilatge, amb deus al sud i poques oliveres. Es troba en un lloc elevat, i té una palmera a la vora."

### Època del Mandat Britànic
Segons el cens organitzat en 1931 per les autoritats del Mandat Britànic, Nazla ash Sharqiya tenia 256 musulmans en un total de 52 cases.
En 1945 la població de Nazla esh Sharqiya era de 300 musulmans, amb 4,840 dúnams de terra segons un cens oficial de terra i població. D'aquests, 723 dúnams eren plantacions i terra de rec, 268 eren usats per a cereals, mentre que 5 eren sòl urbanitzat.

### Després de 1948
Després de la de la Guerra araboisraeliana de 1948, i després dels acords d'Armistici de 1949, An-Nazla ash-Sharqiya va restar en mans de Jordània. Després de la Guerra dels Sis Dies el 1967, ha estat sota ocupació israeliana